# Bändelkorsnäbb
Bändelkorsnäbb (Loxia leucoptera) är en fågel som tillhör korsnäbbsläktet i familjen finkar.

## Utseende och läte

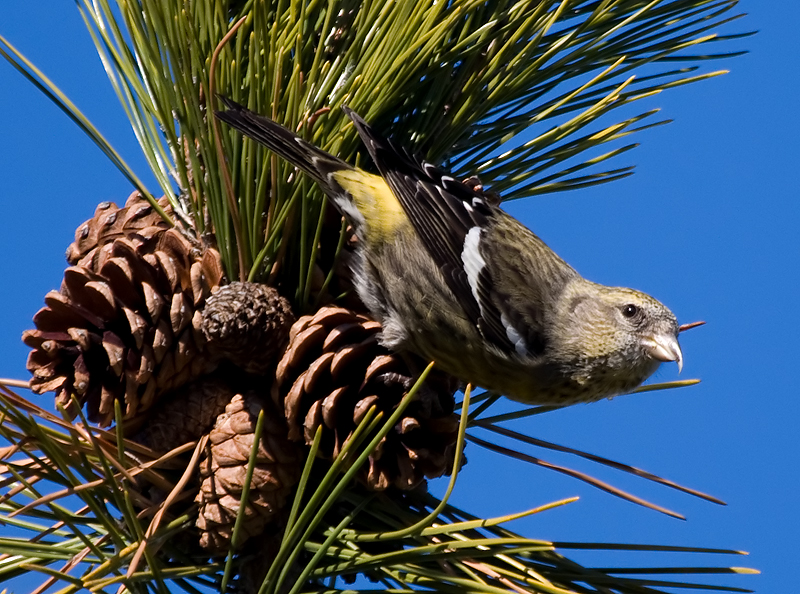
Adult hona.

Bändelkorsnäbben är mindre och slankare än större och mindre korsnäbb och har dubbla vita vingband. Den adulta hanen är röd eller rosa och honan grön eller gul. Hanen har klarare röd färg än andra korsnäbbarters hanar.
Locklätet är svagare och ljusare än de andra korsnäbbarnas och dess sång liknar grönsiskans. Men det mest arttypiska lätet är ett nasalt, sprucket pipande, som brukar beskrivas som lätet av en dämpad plasttrumpet.

## Utbredning och systematik
Bändelkorsnäbben häckar i tajgans barrskogsbälte, från Finland över norra Asien till Alaska och Kanada. Den häckar sällsynt i Norge och ännu oregelbundnare i Sverige. Den är normalt stannfågel men uppträder vintertid regelbundet, i mindre omfattning, i Norge, norra Sverige, Kina och Japan. Det förekommer också år med invasionsartade flyttningar söderut som uppträder om tillgången på föda minskar. Den amerikanska underarten genomför dessa förflyttningar oftare än den eurasiska. Under sådana flyttningar kan den uppträda längre söderut i USA, Europa och Asien.

### Underarter
Bändelkorsnäbben delas vanligtvis upp i två underarter:
- L. l. bifasciata (C. L. Brehm 1827) – förekommer i barrskogar i norra Eurasien.
- L. l. leucoptera – nominatformen förekommer från norra centrala Alaska, till Newfoundland, Kanada och norra USA; detta taxon har vid ett tillfälle observerats i Europa, vid Seltjörn på Island i november 2017.

BirdLife Sverige (tidigare Sveriges ornitologiska förening) urskilde 2018 som första taxonomiska auktoritet i världen nominatformen leucoptera som egen art, amerikansk bändelkorsnäbb, varvid bändelkorsnäbben ändrade vetenskapligt artnamn till Loxia bifasciata. Beslutet grundade sig på skillnader i läten och morfologi, där den amerikanska bändelkorsnäbben är mindre med mindre huvud och slankare näbb, är mer kraftigt streckad och har mer monoton sång, liknande grönfinken. Genetiska studier visade också att den amerikanska bändelkorsnäbben är närmare släkt med hispaniolakorsnäbben än med de europeiska och asiatiska bändelkorsnäbbarna. I gemensamma världslistan AviList som lanserades i juni 2025 kategoriseras de alltjämt som en och samma art. I och med BirdLife Sveriges anslutning till AviList reverserades därför beslutet från 2018.

## Ekologi

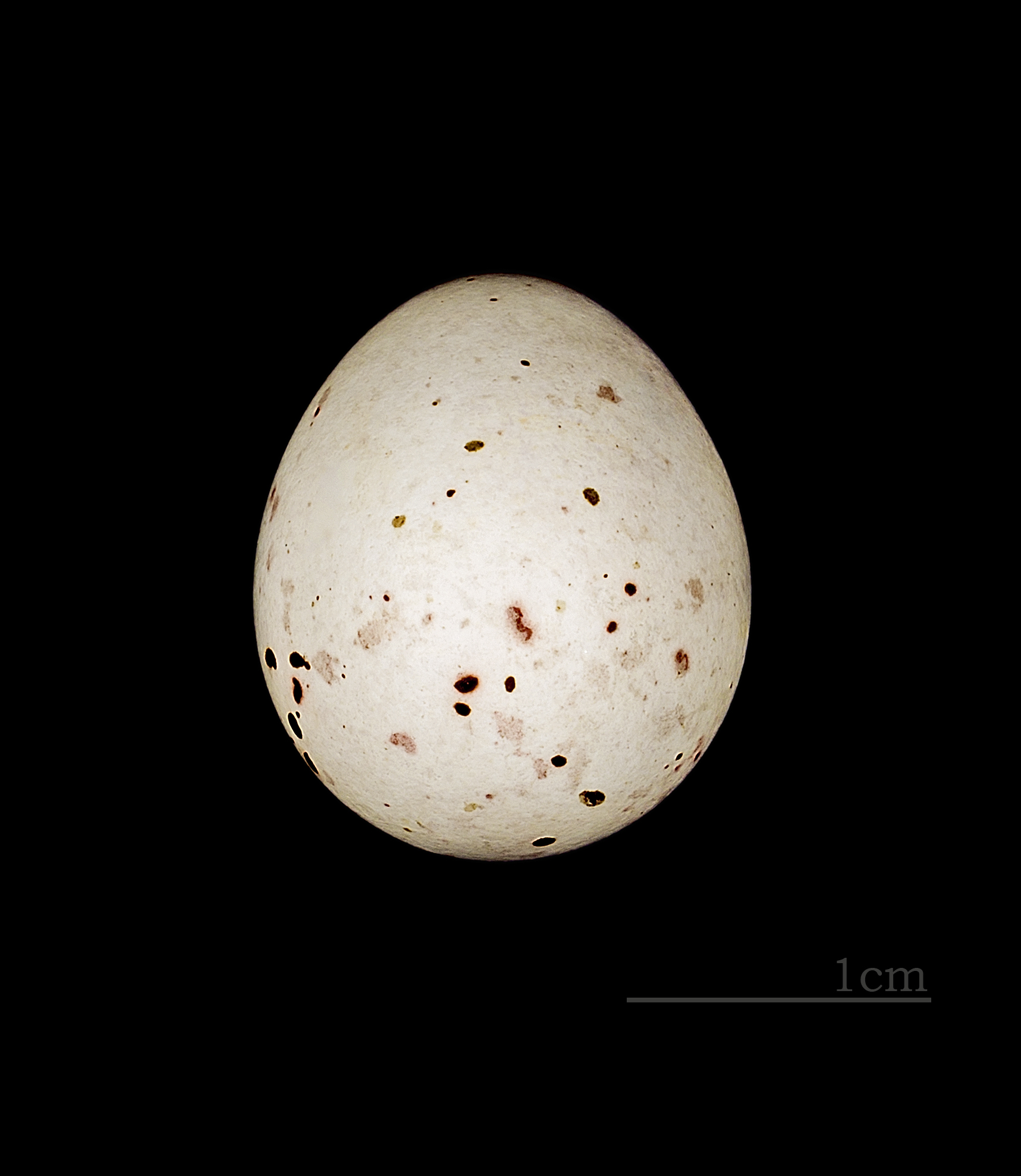
Ägg av bändelkorsnäbb.

Utanför häckningssäsongen är den social och bildar flockar, ofta tillsammans med andra korsnäbbar. Liksom andra korsnäbbar använder den sin speciellt utformade näbb till att plocka frön ur kottar. Bändelkorsnäbben är specialiserad på lärkträdens frön. I Eurasien speciellt Larix sibirica och Larix gmelinii, och i Nordamerika Larix laricina. Den äter även frön från andra barrträd som hemlock och olika gran- och tallarter, och frön från rönnbär. Boet, som är skålformat, placeras i ett barrträd. Den lägger i genomsnitt 3-4 ägg, men kullar med 5 ägg förekommer, vilka honan ruvar i 12-14 dagar. De lever i monogama förhållanden.

## Bändelkorsnäbben och människan

### Namn
Dess vetenskapliga namn leucoptera, vilket är grekiska för "vitvingad", refererar till dess vita vingband. Även det svenska trivialnamnet refererar till dessa vingband då bändil är fornsvenska och betyder "band" eller "rep".

### Status och hot
Bändelkorsnäbben har ett mycket stort utbredningsområde och den globala populationen är stor. På grund av detta kategoriseras den som livskraftig trots att den globala trenden för arten är negativ.